# Sh2-1
Sh2-1 est une nébuleuse en émission et par réflexion visible dans la constellation du Scorpion.
On l'observe dans la partie nord-ouest de la constellation, associée au groupe d'étoiles qui composent la « tête » du Scorpion. Invisible avec de petits télescopes amateurs, on la voit facilement sur les photos en pose longue qui montrent le champ stellaire autour de l'étoile π Scorpii, l'une des plus méridionales du groupe. Sa position dans l'hémisphère sud la fait apparaître relativement bas au-dessus de l'horizon sud des latitudes boréales, à l'exception de la ceinture tropicale. La période la plus propice à son observation dans le ciel du soir se situe entre mai et septembre.

Sharpless 1 (Nébuleuse en émission rouge mélangée à la nébuleuse par réflexion (vdB 99) autour de π Scorpii, et LBN 1094 (au sud de π Scorpii). À l'est de Sh2-1 se trouvent LBN 1092 et LBN 1093.

Sh2-1 est la combinaison d'une région HII (nébuleuse en émission) et d'une grande nébuleuse reflétant le rayonnement bleu de son étoile excitatrice, π Scorpii. Cette étoile produit également un front d'ionisation qui fait également briller le nuage de manière autonome. Le nuage présente un aspect allongé et filamenteux et fait partie de ce qui reste du grand nuage moléculaire à partir duquel s'est formée l'association Scorpion-Centaure (Sco OB2), une brillante association OB, la plus proche du système solaire. La partie la plus en contact avec l'étoile, d'aspect uniforme, est appelée vdB 99. La masse d'hydrogène moléculaire contenue dans Sh2-1 est égale à environ 50 M⊙, tandis que la distance, cohérente avec la moyenne de l'association Sco OB2, est estimée à environ 200 pc (∼652 al).